# 阿根廷駐委內瑞拉大使館及官邸圍困事件
阿根廷駐委內瑞拉大使館及官邸目前正處於持續的圍困狀態。自2024年7月30日至9月1日、9月7日至8日，以及從11月23日至今，該建築群的進出受到限制。這場圍困是由委內瑞拉尼古拉斯·馬杜羅政府所下令，事件屬於2024年委內瑞拉總統選舉結果所觸發政治危機的一部分。
巴西、智利、哥斯達黎加、美國、危地馬拉、巴拉圭、秘魯和烏拉圭都對此事件表示譴責，並聲援阿根廷。

## 背景
阿根廷總統哈維爾·米萊指控委內瑞拉總統尼古拉斯·馬杜羅在2024年7月總統選舉用竊取手段成為領導人後，阿根廷的自由主義政府與委內瑞拉的社會主義政府之間的關係惡化。
2024年3月，馬查多的競選經理馬加利·梅達因涉嫌煽動破壞性政治暴力而被起訴，她與其他5人逃往阿根廷駐委內瑞拉大使館尋求庇護，並被允許居住在大使官邸。不久後，該建築的電力供應被切斷。
2024年7月28日，委內瑞拉舉行總統選舉，選出新任總統，任期六年。然而，這次選舉既不自由也不公正，因為尼古拉斯·馬杜羅政府掌控國家的所有權力機構，並壓制政治反對派。
同一天，國家選舉委員會宣佈尼古拉斯·馬杜羅以51.95%的得票率勝選，而埃德蒙多·岡薩雷斯則以43.18%的得票率名列第二。委內瑞拉反對派領袖瑪麗亞·科里納·馬查多和埃德蒙多·岡薩雷斯都拒絕接受選舉結果，並聲稱自己才是勝利者。岡薩雷斯在馬查多陪同下表示：「委內瑞拉人和全世界都知道發生了什麼……我們的鬥爭仍將繼續，直到委內瑞拉人民的意志得到尊重。」同時，反對尼古拉斯·馬杜羅的委內瑞拉人在多地舉行抗議活動。

## 圍困
7月30日，政治庇護申請人佩德羅·烏魯楚圖報告圍困事件。自從大使館接納6名與反對派領袖馬查多有關的政治異議人士後，大使館的電力供應被中斷。
8月，委內瑞拉最高檢察官塔里克·威廉·薩博對反對派領袖岡薩雷斯和馬查多展開刑事調查，指控他們煽動軍隊反對馬杜羅。9月2日，岡薩雷斯因涉嫌「職務篡奪、偽造公共文件、煽動違法、陰謀和結社」被簽發逮捕令。選舉後，岡薩雷斯秘密躲進荷蘭駐委內瑞拉大使館直到9月5日，之後他前往加拉加斯的西班牙駐委內瑞拉大使館，在那裡獲得庇護，並於2024年9月7日搭乘西班牙武裝部隊的航班離開。
當尼古拉斯·馬杜羅總統宣布「立即單方面」撤銷巴西自8月1日以來對大使館的守護權時，阿根廷外交部投訴委內瑞拉情報部門和安全部隊再次圍困加拉加斯的官方建築。
9月8日，在總統候選人岡薩雷斯抵達西班牙後不久，電力供應恢復，第二次圍困結束。
11月23日，阿根廷大使館的政治庇護申請人佩德羅·烏魯楚圖在晚上7點前報告稱，委內瑞拉國家警察戰略與戰術行動局和委內瑞拉國家情報局的蒙面特工出現在阿根廷大使館附近，持有長槍並包圍該外交機構。在超過5小時的圍困後，烏魯楚圖確認安全人員已切斷大使官邸的電力，封鎖街道的通行，並使用「阻斷手機信號」的無人機在空中盤旋。
12月19日，6名庇護者之一、卡洛斯·安德烈斯·佩雷斯政府的前交通部長費爾南多·馬丁內斯·莫托拉，在大使館避難超過九個月，在未能見到家人後，因無法承受圍困而向警方投降。